# Ensemble vocal du Haut-Valais

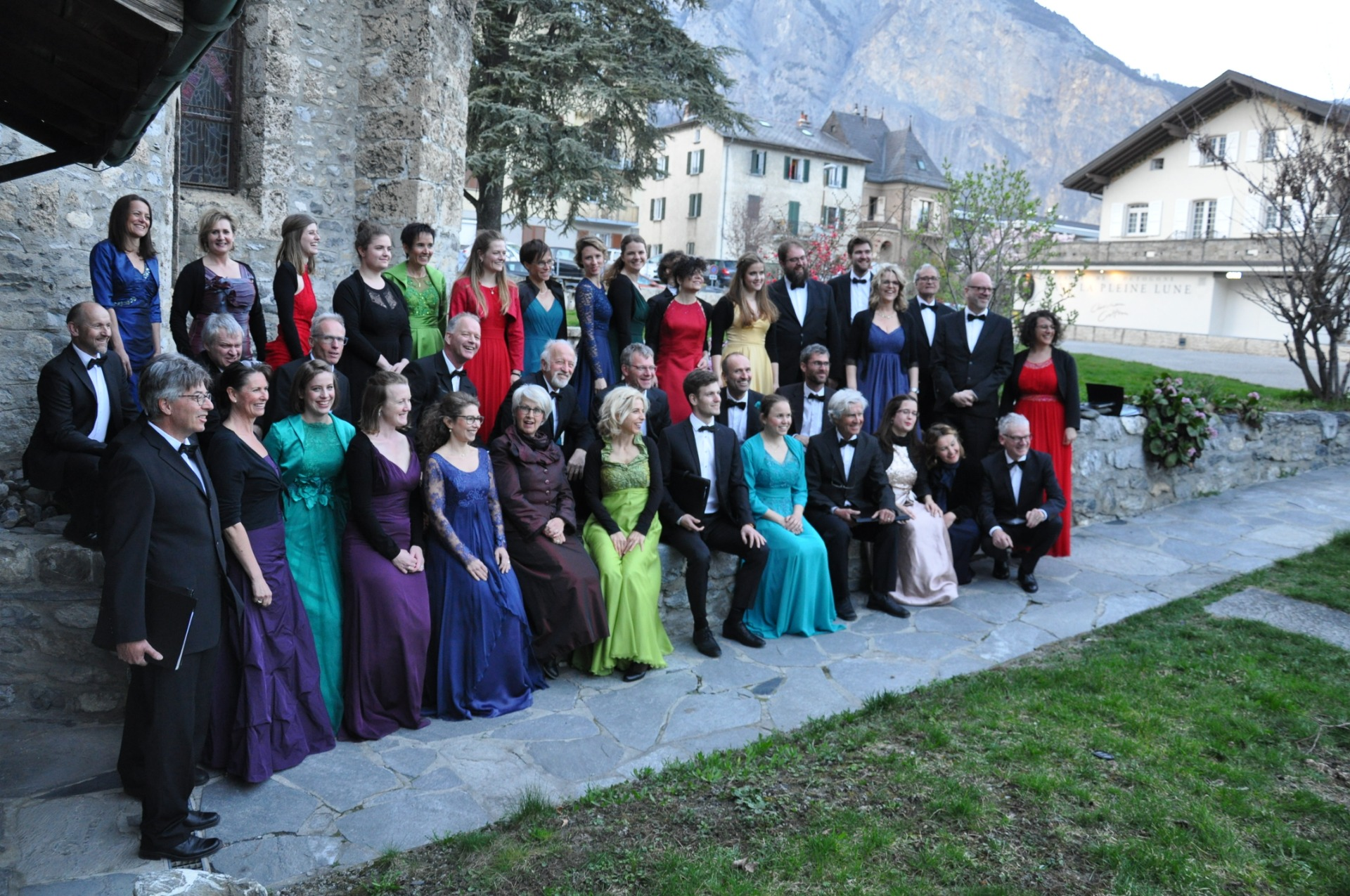

 (mars 2021).
Si vous disposez d'ouvrages ou d'articles de référence ou si vous connaissez des sites web de qualité traitant du thème abordé ici, merci de compléter l'article en donnant les références utiles à sa vérifiabilité et en les liant à la section « Notes et références ».
L'Ensemble vocal du Haut-Valais (Oberwalliser Vokalensemble) est un chœur suisse.

## Histoire
En automne 1981, le chef Hansruedi Kämpfen fonde, avec quelques chanteurs du Haut-Valais, l’Oberwalliser Vokalensemble (OVE). Au départ, l’ensemble comptait 18 chanteuses et chanteurs. Au fil des ans et des grandes œuvres chorales interprétées, le nombre de membres a augmenté afin de répondre aux attentes musicales. Aujourd’hui, l’effectif varie entre 35 et 40 chanteurs. L’OVE bénéficie de l’important soutien d’une association d’Amis (Freunde des OVE) dont les membres sont informés des activités de l’ensemble par plusieurs Newsletters annuelles. L’Oberwalliser Vokalensemble est membre de la Fédération des Sociétés de Chant du Valais. L’ensemble a vu passer dans ses rangs des chanteuses et chanteurs qui sont ensuite devenus des musiciens de renom. La plus connue est la soprano Rachel Harnisch, qui chante encore régulièrement comme soliste avec l’OVE. Citons également le pianiste Mathias Clausen et l’organiste et chef de chœur Marco Amherd, tous deux chanteurs, puis directeurs assistants de Hansruedi Kämpfen. Depuis 2018, l’OVE peut s’appuyer sur un Management professionnel.

## Ensemble
L’Oberwalliser Vokalensemble est composé de chanteurs amateurs, tous au bénéfice d’une solide formation musicale. Quelques chanteurs professionnels encadrent les chanteurs amateurs et assurent les parties solistiques. Depuis l’obtention de son Premier Prix au Concours International de Gorizia (I), en 1989, l’OVE s’est régulièrement distingué dans des concours choraux nationaux et internationaux. Lors du Concours Suisse des Chorales, l’ensemble haut-valaisan s’est placé à quatre reprises dans les trois meilleurs chœurs et a remporté le concours à deux reprises dans la catégorie « Elite ». En 2017, l’OVE a remporté une médaille d’or aux European Choir Games de Riga ainsi que le prix du meilleur chœur de l’Europe de l’Ouest à l’International Choir Contest de Maasmechelen (B).
En plus de ses nombreuses apparitions à la radio et à la télévision, l’OVE se produit régulièrement dans des festivals de renom, notamment dans le cadre du Luzern Festival, avec le Hilliard Ensemble, du Zermatt Music Festival, sous la direction de Marcus Creed et de Ton Koopman, ou encore pour le Verbier Festival avec Michael Tilson Thomas, Jesus Lopez Coboz, Fabio Luisi, ou encore Zubin Mehta. L’Oberwalliser Vokalensemble collabore avec divers orchestres et ensembles instrumentaux nationaux et internationaux tels que la Camerata Bern (CH), l’Ensemble Daedalus (CH), l’Orchestre Tibor Varga (CH), I Salonisti (CH), l’Orcestra Carlo Coccia (I), la Follia (F), La Fenice (FR/I), Il Falcone (I), le Moscow Chamber Orchestra (RUS), l'ensemble CHAARTS (chamber artists) ou encore les orchestres des festivals de Zermatt et de Verbier.

## Répertoire
Le répertoire de l’ensemble s’étend sur plusieurs époques allant de la musique ancienne au contemporain, en passant par les périodes baroque et romantique. L’ensemble se produit autant dans les œuvres a cappella, qu’avec piano, ou encore avec orchestre. Des créations d’artistes contemporains dédiées spécialement à l’ensemble sont régulièrement créées, par exemple d’Eugen Meier, Oskar Lagger, Andreas Zurbriggen, ou encore Carl Rütti.

## Direction musicale
Chef de l'Oberwalliser Vokalensemble et pédagogue renommé, Hansruedi Kämpfen en est le directeur artistique et musical depuis sa création. Ce dernier peut compter sur la collaboration de plusieurs professeurs de chant et d’un directeur assistant.

## Concerts
| Jahr | Werk/Komponist                                                                  | Aufführungsorte                            | Orchester                         | Direktion                        |
| ---- | ------------------------------------------------------------------------------- | ------------------------------------------ | --------------------------------- | -------------------------------- |
| 1985 | Passion selon St-Matthieu, J. S. Bach                                           | Viège, Brigue                              | ad hoc                            | Hansruedi Kämpfen                |
| 1987 | Passion selon St-Jean, J. S. Bach                                               | Naters, Berne                              | ad hoc                            | Hansruedi Kämpfen                |
| 1988 | Messe en si mineur, J. S. Bach                                                  | Berne                                      | ad hoc                            | Hansruedi Kämpfen                |
| 1992 | Johannes-Passion, J.S. Bach                                                     | Naters, Chippis, Thun, Berne               | ad hoc                            | Hansruedi Kämpfen                |
| 1992 | Carmina Burana, Carl Orff                                                       | Naters                                     | Version avec piano                | Hansruedi Kämpfen                |
| 1995 | Requiem, W. A. Mozart                                                           | Guebwiller (F)                             | Moscow Chamber Orchestra          | Constantine Orbellian            |
| 1995 | Vèpres à la vierge, Claudio Monteverdi,                                         | Bâle, Brigue, Berne                        | Ensemble Daedalus                 | Hansruedi Kämpfen                |
| 1996 | Requiem, W. A. Mozart                                                           | Hérémence, Naters, Berne                   | Kammerorchester La Follia         | Hansruedi Kämpfen                |
| 1996 | Requiem, Maurice Duruflé                                                        | Hérémence, Naters, Berne,                  | Kammerorchester La Follia         | Hansruedi Kämpfen                |
| 1996 | La Création, Joseph Haydn                                                       | Sion, Glis                                 | Orchestre du Festival Tibor Varga | Tibor Varga                      |
| 1996 | Lauda per la natività, Ottorino Respighi                                        | Viège, Brigue                              | Ensemble instrumental ad hoc      | Hansruedi Kämpfen                |
| 1998 | Le Messie, G. F. Händel,                                                        | Naters, Chippis, Mulhouse (F), Soleure     | Orchestre de chambre La Follia    | Hansruedi Kämpfen                |
| 2003 | Passio, Arvo Pärt                                                               | Lucerne                                    | Hilliard Ensemble                 | Hansruedi Kämpfen                |
| 2003 | Ein deutsches Requiem, J. Brahms                                                | Viège, Berne, Lucerne                      | Orchestre Capricio                | Hansruedi Kämpfen                |
| 2004 | Nelson Messe (Missa in Angustiis), J. Haydn                                     | Sion, Naters, Berne                        | Ensemble Instrumental Valaisan    | Hansruedi Kämpfen                |
| 2004 | Stabat Mater, Domenico Scarlatti                                                | Sion, Naters                               | Instrumentalensemble ad hoc       | Hansruedi Kämpfen                |
| 2006 | Johannes-Passion, J. S. Bach                                                    | Berne, Novara (I), Glis, Chippis, Lausanne | Orchester Carlo Coccia            | Hansruedi Kämpfen                |
| 2007 | All-Night-Vigil, Sergej Rachmaninow                                             | Sion, Brigeu, St. Maurice                  | ad hoc                            | Kaspar Putnins (Lt)              |
| 2008 | Carmina Burana, Carl Orff                                                       | Brigue                                     | Stadtmusik Saltina, Brig          | Hansruedi Kämpfen                |
| 2008 | Gala d' opéra avec Rachel Harnisch                                              | Brigue, Berne                              | I Salonisti                       | Hansruedi Kämpfen                |
| 2010 | Messe du couronnement, W. A. Mozart                                             | Zermatt                                    | Zermatt Festival Orchestra        | Marcus Creed                     |
| 2011 | Gala d' opéra avec Rachel Harnisch                                              | Naters, Berne                              | International Chamber Orchestra   | Hansruedi Kämpfen                |
| 2012 | Ein deutsches Requiem, J. Brahms                                                | Brigue, Berne, Novara (I)                  | Orchestra Sinphonica Carlo Coccia | Hansruedi Kämpfen                |
| 2013 | Requiem, W. A. Mozart                                                           | Zermatt                                    | Zermatt Festival Orchestra        | Ton Koopman                      |
| 2013 | Le Messie, G. F. Händel                                                         | Brigue, Chippis                            | Orchestre Il falcone              | Hansruedi Kämpfen                |
| 2014 | Missa solemnis en do mineur, W. A. Mozart                                       | Zermatt                                    | Zermatt Festival Orchestra        | Marcus Creed                     |
| 2015 | Missa solemnis en do mineur, W. A. Mozart                                       | Zermatt                                    | Orchestre de chambre Concertino   | Hansruedi Kämpfen                |
| 2015 | Symphonie Nr. 2, Gustav Mahler                                                  | Verbier                                    | Verbier Festival Orchestra        | Zubin Mehta                      |
| 2016 | Oratorio de Noël, J. S. Bach                                                    | Brig                                       | Orchester musica antiqua          | Hansruedi Kämpfen                |
| 2016 | Messe du couronnement, W. A. Mozart                                             | Zermatt                                    | Zermatt Festival Orchestra        | Ton Koopman                      |
| 2016 | Falstaff, Giuseppe Verdi                                                        | Verbier                                    | Verbier Festival Orchestra        | Jesùs LOpez Cobos                |
| 2016 | Mysterium Montis, Carl Rütti                                                    | Arlesheim, Brig, Einsiedeln                | Sextett Cor des Alpes             | Hansruedi Kämpfen                |
| 2018 | Missa in D, Antonín Dvořák                                                      | Zermatt                                    | Zermatt Festival Orchestra        | Marcus Creed                     |
| 2018 | BrigerMusikNächte, Show Konzert,                                                | Brigue                                     | Stadtmusik Saltina                | Hansruedi Kämpfen, Armin Renggli |
| 2019 | Heiligmesse (Missa in S. Bernardi von Offida), J. Haydn                         | Zermatt                                    | Zermatt Festival Orchestra        | Ton Koopman                      |
| 2019 | Dixit Dominus, G. F. Händel                                                     | St. Pierre de Clages, Brigue               | Ensemble Il falcone               | Hansruedi Kämpfen                |
| 2019 | Gloria, Francis Poulenc                                                         | Rarogne, Chermignon                        | Ancienne Cecilia de Chermignon    | Hansruedi Kämpfen, Arsène Duc    |
| 2019 | Gloria, J. B. Bach, Mass of the Children, J. Rutter                             | Sion, Brigue                               | Orchestre du Sion Festival        | Hansruedi Kämpfen                |
| 2021 | Missa a Buenos Aires (Tango Mass), Martin Palmeri,                              | Zermatt                                    | Zermatt Festival Orchestra        | Hansruedi Kämpfen                |
| 2022 | Carmina Burana, Carl Orff, Première de l' Arrangement pour orchestre de chambre | Viège, Boswil                              | CHAARTS Orchestre de chambre      | Hansruedi Kämpfen                |
| 2023 | Oratorium Elias, Félix Mendelssohn, Arrangement pour orchestre de chambre ,     | Brigue, St. Maurice, Le Sentier            | CHAARTS Orchestre de chambrei     | Hansruedi Kämpfen                |

## Distinctions
- 1989 : 1. Prix au Concours Suisse des Chorales à Charmey (CH)
- 1989 : 1. Prix au Concours International des Chorales C.A. Seghizzi à Gorizia (I)
- 1990 : 4. Prix au Concours International des Chorales à Tolosa
- 1994 : 1. Prix au Concours International des Chorales C.A. Seghizzi à Gorizia, (I)
- 1998 : 1. Prix au Concours International des Chorales à Montreux (CH)
- 1999 : 2. Prix au Concours Suisse des Chorales à Zug (CH)
- 2001 : Prix culturel de l'État du valais[18].
- 2001 : 3. Prix au Concours International des Chorales à Tours (F)
- 2002 : 3. Prix au Concours International des Chorales C.A. Seghizzi à Gorizia (I)
- 2005 : 1. Prix dans la catégorie "Chœurs d'élite de la Suisse et de l'étranger" à Glaris (CH)
- 2013 : 1. Prix au Concours Suisse des Chorales à Aarau, Catégorie Elite
- 2015 : Distinction internationale "Très bien", Catégorie Choeur mixtes, à Marktoberdorf (D)[19]
- 2015 : 2. Prix au Montreux Choral Festival dans la Catégorie "Choeurs mixtes internationals“, à Montreux (CH)
- 2016 : Prix-MusikPro de la Commission de la Culture de l'État du Valais pour son exécution chorégraphique de l'Oratorio de Noël de J. S. Bach à Brigue
- 2017 : Concours International des Chorales à Maasmechelen (B) Catégorie Choeurs mixtes, meilleur chœur occidental
- 2017 : Médaille d'or au Grand Prix des Nations à Riga (Lettonie)[20]

## Discographie
- Horch der Wind. 1991; Oeuvres de Schumann, Dvorak, Janacek, Tischhauser, Brahms. Piano: Cornelia Venetz; Direction: Hansruedi Kämpfen. CD 140791-2.
- Song of Praise. 2000; diverses Oeuvres a-Cappella-Werke; Direction: Hansruedi Kämpfen. Artlab 00964.
- Carnaval et Tzigane. enregistrement 2002, accompagnement: artichic ensemble; Soprano: Rachel Harnisch; Direktion: Hansruedi Kämpfen. DuraPhon-Studio.
- Da haben die Dornen Rosen getragen. 2004. Lieder zur Advents- und Weihnachtszeit. Singschule Oberwallis AMO; International Chamber Orchestra; Soprano: Rachel Harnisch; Direction: Hansruedi Kämpfen. Artlab 04586.
- Les Chemins d’amour/Dreams of Love. 2009, accompagnement: I Salonisti; Soprano: Rachel Harnisch; Direction: Hansruedi Kämpfen; artclassic
- Fest der Liebe, / Au Choeur de Noël. Benefiz-CD zugunsten des Schweizerischen Blinden- und Sehbehindertenverbandes SBV, Artlab
- Carl Rütti: Mysterium Montis. Vesper pour Double-Choeur, Solistes et Sextett Cor des Alpes ; Direction: Hansruedi Kämpfen. Guild, 2016.

## Vidéos
- Oberwalliser Vokalensemble - Chorwettbewerb 2013 - Schweizerischer Chorwettbewerb Aarau, Wie liegt die Stadt so wüst, Rudolf Mauersberger
- Weischus dü?, Text: Hannes Taugwalder; Satz: Eugen Meier; Oberwalliser Vokalensemble
- Eugen Meier; Weischus dü? 14. Internationaler Kammerchor-Wettbewerb, 2015, Marktoberdorf
- Randall Stroope The Conversion of Saul; 14. Internationaler Kammerchor-Wettbewerb, 2015, Marktoberdorf
- Carl Haywood; Didn't my Lord; 14. Internationaler Kammerchor-Wettbewerb, 2015, Marktoberdorf
- Tomás Luis de Victoria; Regina Caeli, Laetare; 14. Internationaler Kammerchor-Wettbewerb, 2015, Marktoberdorf
- Levente Gyöngyösi; Domine Deus Meus; 14. Internationaler Kammerchor-Wettbewerb, 2015, Marktoberdorf
- Eric Whitacre; Waternight; 3. Alpenchorfestival, 2012 Brig
- Felix Mendelssohn; Denn er hat seinen Engeln befohlen; 4. Alpenchorfestival, 2014, Brig
- Bedrich Smetana; Warum sollten wir nicht froh sein; 3. Alpenchorfestival, 2012 Brig
- Eugen Meier; Sonett 18; Eugen Meier; 3. Alpenchorfestival, 2012 Brig
- Moses Hogan; The Battle of Jericho; 3. Alpenchorfestival, 2012 Brig

## Audio
- Chorwettbewerb Aarau 2013; 1. Platz Kategorie Elite, Wie liegt die Stadt so wüst; Rudolf Mauersberger; ab Minute 43:25
- Abendlied; Josef Rheinberger; ab Minute 24:15
- Abendlied; Josef Rheinberger; ab Minute 49:45
- Schubertiade Neuenburg; 2013; Liveaufnahme; diverse Werke
- 180 Jahre Brahms; diverse Chöre; OVE ab Minute 1:10; 3:45; 25:35 und 41:40
- Gast: Hansruedi Kämpfen; OVE am Beginn, dann ab Minute 20:40

## Apparitions à la télévision
- 1997 : Live-Auftritt, «Typisch» in Luzern
- 1998 : In Twann
- 1999 : Live-Auftritt, SF, DRS; Weihnachtssingen in Luzern
- 2005 : «Fensterplatz», Fernsehen DRS, Lied Weischus dü? Aufnahmen in Gletsch (Kt. Wallis)
- 2005 : «Hopp de Bäse», Fernsehen DRS, Interlaken
- 2014 : «Kiosque à musique», Radio Télévision Suisse, Genf/Brig

## L’OVE dans les médias
- Zeitungsarchiv Alois Grichting; Suchbegriff: Oberwalliser Vokalensemble
- Der Berner Oberländer; Schlosskonzerte Spiez
- Radio Rottu Oberwallis, rro; Vereidigungsmesse Schweizergarde Februar 2015 in Rom
- Radio Rottu Oberwallis, rro; Das OVE erreicht den 1. Rang am Schweizerischen Chorwettbewerb in Aarau